# Chinidina
La chinidina è un farmaco antiaritmico, appartenente alla classe Ia di Vaughan Williams. È un alcaloide che si estraeva dalla corteccia dell'albero Cinchona.

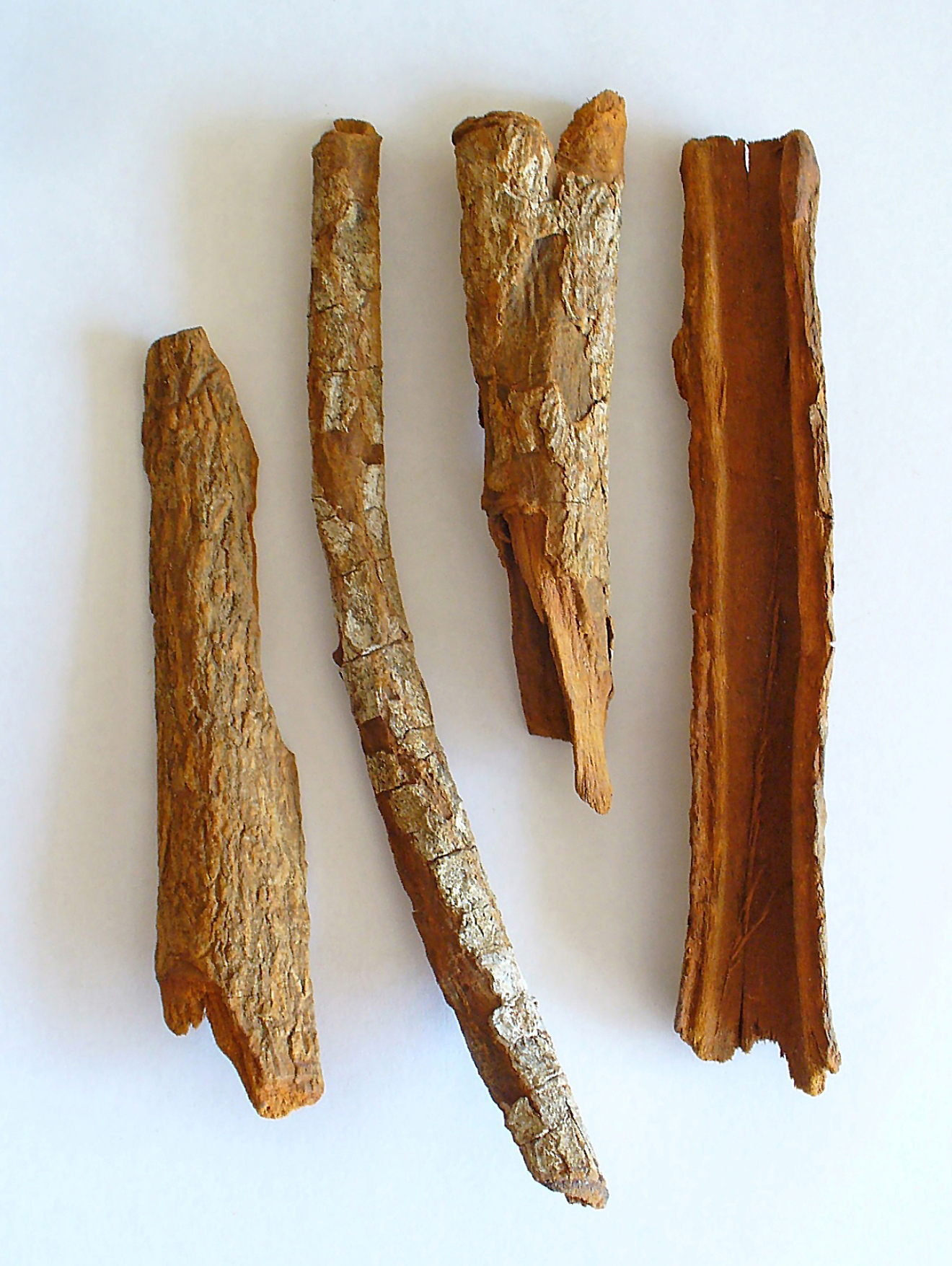
Cinchona officinalis, corteccia
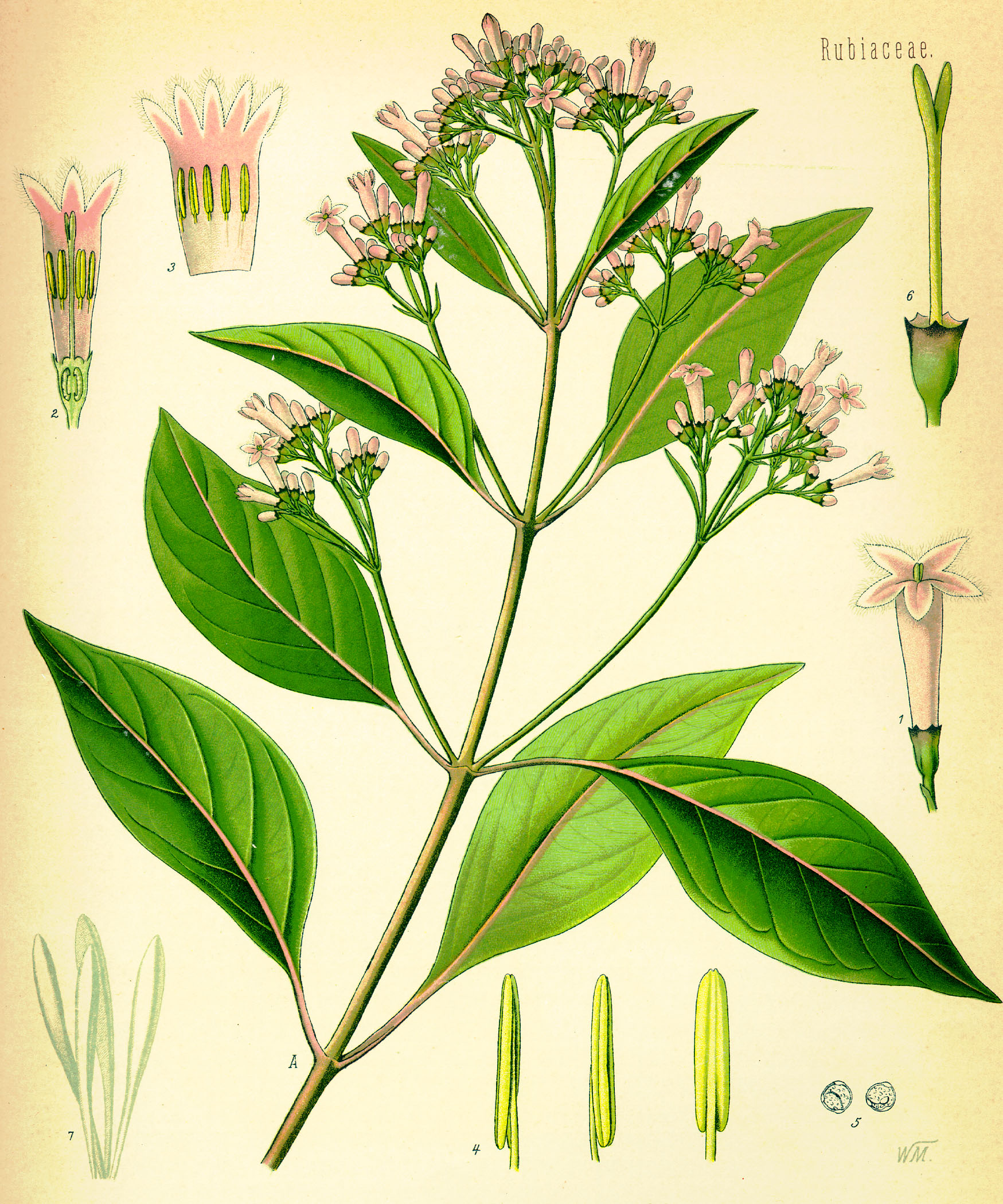
Cinchona officinalis

## Caratteristiche
È un diasteroisomero della chinina. Avendo strutture molto simili, presentano simili, ma opposte, proprietà stereochimiche, tali da essere definiti quasi-enantiomeri.

## Uso
È utilizzata nel trattamento delle aritmie sopraventricolari, come la fibrillazione e il flutter atriale.
È anche un inibitore della glicoproteina P (MDR1 o ABCB1) a livello della barriera ematoencefalica che è un trasportatore ABC implicato nell'eliminazione di xenobiotici. La chinidina non dovrebbe essere impiegata in concomitanza con calcio-antagonisti (es. Verapimil) in quanto potrebbe provocare eccessiva ipotensione, specie nei pazienti con stenosi idiopatica subaortica ipertrofica.